# Eurytides iphitas
Espèce
Statut de conservation UICN

 EN  : En danger
Eurytides iphitas est un insecte lépidoptère de la famille des Papilionidae, de la sous-famille des Papilioninae et du genre Eurytides.

## Dénomination
Eurytides iphitas a été décrit par Jacob Hübner en 1821.
Synonyme : Papilio iphitas ; Rothschild & Jordan, 1906.

### Nom vernaculaire
Eurytides iphitas se nomme Yellow Kite en anglais.

## Description
Eurytides iphitas est un grand papillon au corps noir, aux ailes antérieures à bord externe concave et ailes postérieures à longue queue très fine. Le dessus est de couleur jaune très pâle veiné de noir avec aux ailes antérieures une large bordure marginale et un apex noirs et deux bandes, l'une du  bord costal au milieu du bord externe et l'autre le long du bord costal. Les postérieures présentent une large bordure noire comme la fine queue.
Le revers est nacré avec une ornementation semblable.

## Écologie et distribution
Eurytides iphitas rest présent dans le sud-est du Brésil.

### Protection
Eurytides iphitas est inscrit vulnérable sur le Red Data Book.